# Campitello
Campitello település Franciaországban, Haute-Corse megyében. Lakosainak száma 108 fő (2022. január 1.). Campitello Murato, Bigorno, Bisinchi, Campile, Scolca és Volpajola községekkel határos.

## Népesség
A település népességének változása:
| Lakosok száma | 143  | 102  | 91   | 102  | 118  | 118  | 119  | 121  | 116  | 108  |
|               | 1968 | 1982 | 1990 | 2006 | 2013 | 2015 | 2017 | 2019 | 2020 | 2022 |